# Dryopteris × doeppii
Dryopteris × doeppii là một loài dương xỉ trong họ Dryopteridaceae. Loài này được Rothm. mô tả khoa học đầu tiên năm 1945.
Danh pháp khoa học của loài này chưa được làm sáng tỏ. 